# Sergentomyia adami
Sergentomyia adami är en tvåvingeart som först beskrevs av Emile Abonnenc 1960.  Sergentomyia adami ingår i släktet Sergentomyia och familjen fjärilsmyggor.
Artens utbredningsområde är Mali. Inga underarter finns listade i Catalogue of Life.